# Bisetocreagris scaurum
Espèce
Synonymes
- Parobisium scaurum Mahnert, 2003

Bisetocreagris scaurum est une espèce de pseudoscorpions de la famille des Neobisiidae.

## Distribution
Cette espèce est endémique du Yunnan en Chine. Elle se rencontre dans le xian de Zhenxiong dans la grotte Da Hei Dhong.

## Description
La carapace de l'holotype mesure 1,21 mm de long sur 1,11 mm.

## Systématique et taxinomie
Cette espèce a été décrite sous le protonyme Parobisium scaurum par Mahnert en 2003. Elle est placée dans le genre Bisetocreagris par Mahnert et Li en 2016.

## Publication originale
- Mahnert, 2003 : Four new species of pseudoscorpions (Arachnida, Pseudoscorpiones: Neobisiidae, Chernetidae) from caves in Yunnan Province, China. Revue Suisse de Zoologie, vol. 110, no 4, p. 739-748 (texte intégral).